# Liberty Belles (film, 1914)
Pour plus de détails, voir Fiche technique et Distribution.
Liberty Belles est un film muet américain réalisé par Del Henderson, sorti en 1914.

## Synopsis
Margery, la fille de l'inventeur Jasper Pennyfeather, tombe amoureuse de Jack Everleigh, tandis que son amie Dorothy, la fille du capitaine Hiram Ketchum, est impressionnée par Phil Fuller. Comme leurs pères respectifs sont opposés à ces unions, les filles conspirent pour avoir leurs amoureux près d'elles pendant le collège. Les garçons s'arrangent pour que Mme Sprouts, responsable d'une école près du collège, envoie des informations à propos de cette école aux pères des filles, qui sont si impressionnés qu'ils y inscrivent leurs filles. Ils sont aussi impressionnés par Mme Sprouts, qu'ils croient veuve.
Les jeunes amoureux se marient et ouvrent une école de cuisine. Mme Sprouts retrouve son mari, depuis longtemps disparu, avec l'aide involontaire du capitaine Ketchum. Les pères s'adoucissent lorsque l'école de cuisine a du succès et donnent leur bénédiction aux mariages de leurs filles respectives.

## Fiche technique
- Titre original : Liberty Belles
- Réalisation : Del Henderson
- Production : Marc Klaw, A. L. Erlanger
- Société de production : Klaw & Erlanger Co., Biograph Co.
- Société de distribution : General Film Co.
- Pays d'origine :  États-Unis
- Langue : anglais
- Format : Noir et blanc - 35 mm -- 1,37:1 - Muet
- Durée : 3-4 bobines
- Date de sortie :
  - États-Unis : 14 mai 1914

## Distribution
- Dorothy Gish
- Gertrude Bambrick
- Jack Pickford
- Reggie Morris
- Davie Morris
- Spottiswoode Aitken
- Charles Hill Mailes
- Kate Toncray
- Marion Sunshine